# Андреевское (городской округ Шаховская)
Андреевское — деревня в городском округе Шаховская Московской области.
В деревне находится могила Сергея Терентьевича Семёнова — крестьянского писателя, одного из организаторов Марковской республики 1905—1906 гг., позже убитого кулаками. Памятник истории местного значения. Имеется племенная конеферма.

## Население
| 1859 | 1926 | 2002 | 2006 | 2010 |
| ---- | ---- | ---- | ---- | ---- |
| 219  | ↗245 | ↘7   | ↘1   | ↗2   |

## География
Деревня расположена в восточной части округа, примерно в 8 км к юго-востоку от райцентра Шаховская, на левом берегу реки Хлупня (она же Костинка, левый приток Рузы), высота центра над уровнем моря 238 м. Ближайшие населённые пункты — Бурцево на северо-западе, Павловское на юго-западе и Игнатково на юге. В Бурцево, в 2,5 км от деревни, имеется автобусная остановка.
В деревне есть Заокольная и Центральная улицы.

## Исторические сведения
В середине XIX века деревня Андреевская относилась к 1-му стану Волоколамского уезда Московской губернии и принадлежала графине Софье Ивановне Мейстр. В деревне было 16 дворов, крестьян 107 душ мужского пола и 107 душ женского.
В «Списке населённых мест» 1862 года — владельческая деревня 1-го стана Волоколамского уезда Московской губернии по правую сторону Московского тракта, шедшего от границы Зубцовского уезда на город Волоколамск, в 23 верстах от уездного города, при речке Хлупке, с 26 дворами и 219 жителями (102 мужчины, 117 женщин).
По данным на 1890 год входила в состав Бухоловской волости, число душ мужского пола составляло 103 человека.
В 1913 году — 47 дворов и сельскохозяйственное общество.
По материалам Всесоюзной переписи населения 1926 года — центр Андреевского сельсовета, проживало 245 человек (103 мужчины, 142 женщины), насчитывалось 55 крестьянских хозяйств.
С 1929 года — населённый пункт в составе Шаховского района Московской области.
1994—2006 гг. — деревня Бухоловского сельского округа Шаховского района.
2006—2015 гг. — деревня сельского поселения Степаньковское Шаховского района.
2015 г. — н. в. — деревня городского округа Шаховская Московской области.